# Phaonia gobertii
Phaonia gobertii är en tvåvingeart som först beskrevs av Josef Mik 1881.  Phaonia gobertii ingår i släktet Phaonia och familjen husflugor. Arten är reproducerande i Sverige. Inga underarter finns listade i Catalogue of Life.